# Chiesa di San Giuseppe Moscati
La chiesa di San Giuseppe Moscati è una chiesa di Roma, a Cinecittà Est, in via Libero Leonardi.
È stata costruita alla fine degli anni ottanta del XX secolo su progetto dell'architetto Eugenio Abruzzini. Aperta al pubblico nel 1991, è stata solennemente consacrata da papa Giovanni Paolo II in occasione della sua visita il 21 febbraio 1993. È dedicata al santo medico beneventano Giuseppe Moscati vissuto tra il 1880 ed il 1927.
La chiesa è sede parrocchiale, istituita dal cardinale vicario Ugo Poletti il 1º settembre 1988 con il decreto “A tutti è nota”.